# Plernta Boonyarit
Plernta Boonyarit (Thai: เพลินตา บุญยฤทธิ์; * 22. März 1970) ist eine thailändische Badmintonspielerin.

## Karriere
Plernta Boonyarit gewann 1990 die thailändische Meisterschaften im Damendoppel mit Jaroensiri Somhasurthai. Mit Pornsawan Plungwech holte sie, ebenfalls im Damendoppel, Bronze bei den Südostasienspielen 1995.

## Sportliche Erfolge
| Saison | Veranstaltung               | Disziplin   | Platz | Name                                        |
| ------ | --------------------------- | ----------- | ----- | ------------------------------------------- |
| 1990   | Thailändische Meisterschaft | Damendoppel | 1     | Jaroensiri Somhasurthai / Plernta Boonyarit |
| 1995   | Südostasienspiele           | Damendoppel | 3     | Plernta Boonyarit / Pornsawan Plungwech     |